# Holme (Cambridgeshire)
Holme es una parroquia civil situada en el distrito no metropolitano de Huntingdonshire, en Cambridgeshire, Inglaterra (Reino Unido). Según el censo de 2021, tiene una población de 670 habitantes.
Está ubicada al noroeste de la región Este de Inglaterra, al norte de Londres y a poca distancia de las ciudades de Cambridge —la capital del condado— y Rutland.